# (13458) 4214 T-1
(13458) 4214 T-1 est un astéroïde de la ceinture principale d'astéroïdes de 3,604 km de diamètre découvert en 1971.

## Description
(13458) 4214 T-1 est découvert le 26 mars 1971 à l'observatoire Palomar, situé au nord de San Diego en Californie, par Cornelis Johannes van Houten, Ingrid van Houten-Groeneveld et Tom Gehrels.

### Caractéristiques orbitales
L'orbite de cet astéroïde est caractérisée par un demi-grand axe de 2,61 ua, un périhélie de 2,30 ua, une excentricité de 0,12 et une inclinaison de 4,37° par rapport à l'écliptique. Du fait de ces caractéristiques, à savoir un demi-grand axe compris entre 2 et 3,2 ua et un périhélie supérieur à 1,666 ua, il est classé, selon la JPL Small-Body Database, comme objet de la ceinture principale d'astéroïdes.

### Caractéristiques physiques
(13458) 1971 T-1 a une magnitude absolue (H) de 14,7 et un albédo estimé à 0,216, ce qui permet de calculer un diamètre de 3,604 km. Ces résultats sont le fruit d'observations effectuées au Wide-Field Infrared Survey Explorer (WISE), qui ont été rapportées dans un article publié en 2011 présentant les premiers résultats concernant les astéroïdes de la ceinture principale.